# 金子由香梨
金子 由香梨（かねこ ゆかり、1985年1月17日 - ）は、日本のフリーアナウンサー。

## 経歴
同郷横須賀市の出身者に元RKB毎日放送アナウンサーの川添麻美がいる。フェリス女学院大学を卒業後、KEE'Sアナウンススクールに在籍。2007年、沖縄テレビ放送（OTV）に入社し、ニュース番組のリポーターなどを務めた。
2008年9月にOTVを退社、1年間の契約だったようである。その後福岡に移り、11月末からテレビ西日本（TNC）報道部と契約。福岡では、ニュースリーダーやリポーターを務め、その過程でギラヴァンツ北九州のファンとなり、クラブ関係者や他の番記者らとも親しくなった。
2012年3月を以って新天地へ活動の場を移すことを同年に入ってからのブログで仄めかしていた。3月18日の『TNCスーパーニュース WEEKEND』を以ってTNCでの仕事を終了。今後の活動については同年3月下旬にブログで公表するとしていた。また身辺整理の一環として、TNC時代に呟いていたツィッターのアカウントを削除。
2012年8月ごろより、東京の芸能事務所「TCP Artist」の所属となる。
2013年に結婚。現在は沖縄在住。

## 出演番組
- OTVスーパーニュース リポーター（沖縄テレビ）
- テレビ西日本では以下の番組のローカルパートをローテーションで担当。
  1. めざましテレビ（平日朝）
  2. ハチナビプラス スーパーニュース（取材リポート）
  3. ニュースJAPAN（平日深夜）
  4. TNCスピーク（土曜昼）、西日本新聞ニュース（日曜昼）、TNCスーパーニュースWEEKEND（土日夕方）
  5. FNNニュース（土日深夜）